# Gołanice
Gołanice – wieś w Polsce położona w województwie wielkopolskim, w powiecie leszczyńskim, w gminie Święciechowa. Wieś jest położona w odległości 10 km na północny zachód od Leszna, przy drodze do Boszkowa, nad południowo-zachodnim brzegiem jez. Krzycko Wielkie. Nad jeziorem jest kąpielisko strzeżone oraz tereny plażowe.

## Historia
Miejscowość pierwotnie związana była z Wielkopolską. Ma metrykę średniowieczną i istnieje co najmniej od pierwszej połowy XV wieku. Wymieniona w 1421 pod nazwą Golnicz, 1432 Golynicza, 1436 Golanycze, Golancza, 1444 Golinicze, 1449 Golanicze, 1450 Golynycze, 1564 Gołanicze.
Miejscowość była wsią prywatną należącą do lokalnej szlachty wielkopolskiej: Kotwiczów, a później  Gołanieckich. W 1421 stała się siedzibą własnej parafii. W 1450 leżała w powiecie wschowskim Korony Królestwa Polskiego. W 1510 należała do dekanatu Wschowa.
W latach 1430–1432 jako właściciel wsi odnotowany został starosta wschowski Henryk Kotwicz z Gołanic herbu Kotwicz. W latach 1443–1447 właścicielem był starosta wschowski Jan Kotwicz posiadający również Machcin i Olbrachcice. W 1469 dziedzicem w miejscowości był wójt kościański Jan. W latach 1488–1497 odnotowano właściciela wsi sędziego wschowskiego Jana Gołanieckiego herbu Kotwicz. Później majętności dziedziczy jego syn Mikołaj Gołaniecki właściciel miejscowości w latach 1504-1524. 
W 1510 odnotowano we wsi folwark, 6 łanów i 3 pręty osiadłe. Sołtys uprawiał 2 łana oraz pół łana opuszczonego. W miejscowości gospodarowało także 5 zagrodników stała karczma, młyn, a jeden łan należał do miejscowego plebana. W 1531 miał miejsce pobór podatków we wsi z 3,5 łana, sołtys gospodarował na jednym łanie, odnotowano także karczmę. W 1535 pobrano podatki z 3,5 łana. W 1563 pobór odbył się z 4,5 łana, od 2 komorników, karczmy dziedzicznej, wiatraka dziedzicznego. W 1564 pan Gołaniecki miał we wsi 3,5 łana. W 1566 zapłacił on podatki z 4,5 łana, od wiatraka dziedzicznego, wiatraka dorocznego, od 2 komorników, karczmy dorocznej. W 1579 we wsi odnotowano 6 łanów, a sołtys gospodarował na 2 łanach. Było także 6 zagrodników bez roli, 9 komorników, owczarz wypasający 20 owiec, wiatrak oraz młyn doroczny.
W latach 1975–1998 miejscowość administracyjnie należała do województwa leszczyńskiego.

## Zabytki
Kościół z 1782 r. późnobarokowy, został ufundowany przez Stanisława Krzyckiego.
W przyziemiu wieży znajduje się portal, a nad nim tablica z piaskowca z napisem fundacyjnym i herbami Kotwiczów-Krzyckich i Pomian-Nieżychowskich. W drzwiach do zakrystii oraz kruchty okładziny zamków i uchwyty rokokowe pochodzące z ok. 1782 r.
Na ołtarzu głównym zawieszony jest obraz Chrystusa na Krzyżu z początku XIX w., a na bocznych Matka Boska Różańcowa ze św. Dominikiem i Świętą Rodziną.
Ambona, ławki i chrzcielnica pochodzą z końca XVIII w., a kilka obrazów i rzeźb z XVIII w. Są też dwa epitafia piaskowcowe, inskrypcyjne. Przed plebanią stoi barokowa rzeźba św. Jana Neponucena z końca XVIII w.
Przy kościele rosła drobnolistna lipa o obwodzie ponad 450 cm, wycięta w latach 80. XX wieku.